# Cristian Saracco
Cristian Saracco (* 11. April 1976 in Turin) ist ein ehemaliger italienischer Skilangläufer.

## Werdegang
Saracco, der für den G.S. Fiamme Gialle startete, trat international erstmals bei den Junioren-Skiweltmeisterschaften 1996 in Asiago in Erscheinung. Dort wurde er Fünfter über 30 km Freistil und gewann mit der Staffel die Silbermedaille. Sein erstes Rennen im Continental-Cup lief er im Dezember 1996 in Argentière und errang dort den 23. Platz über 10 km Freistil. Sein Debüt im Skilanglauf-Weltcup gab er im Dezember 1998 in Mailand, wobei er auf den 28. Platz im Sprint kam. Im Februar 2001 holte er in Brusson über 15 km klassisch seinen einzigen Sieg im Continental-Cup. Bei den Olympischen Winterspielen 2002 in Salt Lake City belegte er den 28. Platz über 15 km klassisch und bei den Nordischen Skiweltmeisterschaften 2003 im Val di Fiemme den 36. Platz über 15 km klassisch, den 22. Rang über 50 km Freistil sowie den 14. Platz im 30-km-Massenstartrennen. In der Saison 2003/04 erreichte er in Falun mit dem 11. Platz in der Verfolgung seine beste Platzierung im Weltcupeinzel und mit dem 63. Platz im Gesamtweltcup sein bestes Gesamtergebnis. Bei den Nordischen Skiweltmeisterschaften 2005 in Oberstdorf errang er den 28. Platz im 50-km-Massenstartrennen. In der Saison 2005/06 kam er im Alpencup zweimal auf den dritten Platz und absolvierte in Lago di Tesero seinen 49. und damit letzten Weltcup im Einzel, welchen er auf dem 47. Platz im 30-km-Massenstartrennen beendete. Er errang damit den fünften Platz in der Gesamtwertung des Alpencups. Bei den Olympischen Winterspielen 2006 in Turin belegte er den 40. Platz über 15 km klassisch.

## Siege bei Continental-Cup-Rennen
| Nr. | Datum            | Ort     | Disziplin       | Serie           |
| --- | ---------------- | ------- | --------------- | --------------- |
| 1.  | 10. Februar 2001 | Brusson | 15 km klassisch | Continental Cup |

## Teilnahmen an Weltmeisterschaften und Olympischen Winterspielen

### Olympische Spiele
- 2002 Salt Lake City: 28. Platz 15 km klassisch
- 2006 Turin: 40. Platz 15 km klassisch

### Nordische Skiweltmeisterschaften
- 2003 Val di Fiemme: 14. Platz 30 km klassisch Massenstart, 22. Platz 50 km Freistil, 36. Platz 15 km klassisch
- 2005 Oberstdorf: 28. Platz 50 km klassisch Massenstart

## Platzierungen im Weltcup

### Weltcup-Statistik
Die Tabelle zeigt die erreichten Platzierungen im Einzelnen.
- 1.–3. Platz: Anzahl der Podiumsplatzierungen
- Top 10: Anzahl der Platzierungen unter den ersten zehn
- Punkteränge: Anzahl der Platzierungen innerhalb der Punkteränge
- Starts: Anzahl gelaufener Rennen in der jeweiligen Disziplin
- Hinweis: Bei den Distanzrennen erfolgt die Einordnung gemäß FIS.

| Platzierung         | Distanzrennen a | Distanzrennen a | Distanzrennen a | Distanzrennen a | Distanzrennen a | Skiathlon Verfolgung | Sprint | Etappen- rennen b | Gesamt | Team c | Team c  |
| Platzierung         | ≤ 5 km          | ≤ 10 km         | ≤ 15 km         | ≤ 30 km         | > 30 km         | Skiathlon Verfolgung | Sprint | Etappen- rennen b | Gesamt | Sprint | Staffel |
| ------------------- | --------------- | --------------- | --------------- | --------------- | --------------- | -------------------- | ------ | ----------------- | ------ | ------ | ------- |
| 1. Platz            |                 |                 |                 |                 |                 |                      |        |                   |        |        |         |
| 2. Platz            |                 |                 |                 |                 |                 |                      |        |                   |        |        |         |
| 3. Platz            |                 |                 |                 |                 |                 |                      |        |                   |        |        |         |
| Top 10              |                 |                 |                 |                 |                 |                      |        |                   |        |        | 8       |
| Punkteränge         |                 | 2               | 8               | 2               | 3               | 4                    | 1      |                   | 20     |        | 11      |
| Starts              |                 | 4               | 18              | 8               | 4               | 8                    | 7      |                   | 49     |        | 11      |
| Stand: Karriereende |                 |                 |                 |                 |                 |                      |        |                   |        |        |         |

### Weltcup-Gesamtplatzierungen
| Saison  | Gesamt | Gesamt | Distanz | Distanz |
| Saison  | Punkte | Platz  | Punkte  | Platz   |
| ------- | ------ | ------ | ------- | ------- |
| 1998/99 | 3      | 102.   | -       | -       |
| 2000/01 | 6      | 120.   | -       | -       |
| 2001/02 | 25     | 92.    | -       | -       |
| 2002/03 | 32     | 71.    | -       | -       |
| 2003/04 | 67     | 63.    | 67      | 40.     |
| 2004/05 | 22     | 96.    | 22      | 63.     |